# Даттахское сельское поселение
Даттахское се́льское поселе́ние — муниципальное образование в Ножай-Юртовском районе Чечни Российской Федерации.
Административный центр — село Даттах.

## История
Статус и границы сельского поселения установлены Законом Чеченской Республики от 20 февраля 2009 года № 11-РЗ «Об образовании муниципального образования Ножай-Юртовский район и муниципальных образований, входящих в его состав, установлении их границ и наделении их соответствующим статусом муниципального района и сельского поселения».

## Население
| 2010  | 2012  | 2013  | 2014  | 2015  | 2016  | 2017  |
| ----- | ----- | ----- | ----- | ----- | ----- | ----- |
| 2254  | ↗2304 | ↗2332 | ↗2388 | ↗2438 | ↗2487 | ↗2597 |
| 2018  | 2019  | 2020  | 2021  | 2023  | 2024  |       |
| ↗2655 | ↗2706 | ↗2756 | ↘2057 | ↗2105 | ↗2146 |       |

## Состав сельского поселения
| № | Населённый пункт | Тип населённого пункта       | Население |
| - | ---------------- | ---------------------------- | --------- |
| 1 | Булгат-Ирзу      | село                         | ↗1059     |
| 2 | Даттах           | село, административный центр | ↗911      |
| 3 | Чечель-Хи        | село                         | ↗284      |